# Alex Quinn (racerförare)
Alex Quinn, född 29 december 2000, är en brittisk racerförare.

## Biografi
Född i Truro och baserad nära Camelford, började Quinn sin kartingkarriär 2011. Han tävlade i flera mästerskap som Super 1 National Rotax Mini Max Championship och vann flera nationella kartingmästerskap.

## Racingmeriter
2016 gjorde Quinn sin bilracingdebut i F4 British Championship och körde för Fortec Motorsport. Han vann tre lopp och korades som vinnare av rookie cup.
Den brittiske föraren fortsatte att tävla i F4 British Championship 2017, tillsammans med Oscar Piastri och Ayrton Simmons på TRS Arden. Han föraren skulle sluta fyra i ställningen, slå Simmons men sluta bakom Piastri, med australiensaren som vice mästare.
Quinn gjorde också ett engångsframträdande i BRDC British Formula 3 Championship samma år och tog en pallplats på Donington med Lanan Racing.

### Brittiska GT Mästerskapet
Under 2018 tävlade Quinn i sex lopp i British GT Championship i GT4-klassen. När han körde för Steller Performance fick Quinn inga poäng.

### Formel Renault Eurocup
I början av 2019 kunde Quinn inte hitta en plats i ett mästerskap. Men mitt i säsongen fick han möjligheten att göra sin debut i Formel Renault Eurocup för sitt tidigare F4-team Arden Motorsport. Han körde på tre helger och lyckades ta en pallplats på Nürburgring respektive i Catalunya. Quinn slutade 13:a i slutställningen.
2020 ersatte Quinn Jackson Walls, som inte kunde resa till Europa på grund av COVID-19 reserestriktioner. Quinn fick pole position för säsongens första race, tog totalt fem pallplatser under hela säsongen och vann det andra racet på Spa, vilket hjälpte honom till fjärde i förarmästerskapet. Han vann också rookietiteln.